# Амазон червоноплечий
Амазон червоноплечий (Amazona pretrei) — птах родини папугових.

## Зовнішній вигляд
Довжина тіла 30—32 см. Основне забарвлення зелене з чорною облямівкою по краях пір'я. Груди й черевце більше світлі. Чоло, голова й ділянка навколо очей червоні. Вигин крила, крильце, кромка крила та криючі крила червоні. Першорядні махові з блакитними кінчиками. Внутрішня частина трьох крайніх хвостових пір'їн червона при основі. Дзьоб жовто-кісткового кольору. Райдужка яскраво помаранчева. Лапи сіро-жовті. У самки не більше 3—6 червоних криючих першорядних махових пір'їн. Кромка крила зелена.

## Розповсюдження
Живе на півдні Бразилії, північному сході й сході Парагваю й північному сході Аргентини (куди, приблизно, сезонно мігрує із Бразилії).

## Розмноження
Гніздиться в дуплах дерев, звичайно невисоко над землею, куди відкладає 2—4 яйця.

## Спосіб життя
Населяє соснові бори уздовж рік до висоти 500—1000 м над рівнем моря. Живиться переважно насінням араукарій (Araucaria).

## Загрози й охорона
Через повсюдну вирубку араукарієвих лісів і масового нелегального вилову птахів, став рідкісний. Однак, заходи, початі бразильським урядом з охорони цього виду, привели до підвищення його чисельності з 8500 птахів в 1994 році до 16 000 — в 1997 р.